# Cristina Umaña
Cristina Umaña Rojas (Ibagué, Tolima, 24 de diciembre de 1974) es una actriz colombiana, más conocida por su interpretación de Consuelo Ospino "la colombiana" en la serie de HBO Capadocia o por su último personaje en televisión argentina, Bruna en El capo. En la serie Narcos de Netflix interpreta a Judy Moncada.

## Carrera
Se interesó desde temprana edad en la actuación; estudió en el Centro de Educación Artística de Televisa en México desde 1993 hasta 1995. En este año regresó a Colombia donde inició una carrera con un protagónico en Cartas a Harrison y un papel coprotagónico en Oro, luego llegó el papel por el que muchos la conocieron "Paquita Gallego", y por el que muchos la admiraron y conocieron su gran talento en "Robin", esto en novelas y series de televisión exitosas de talla internacional: Yo amo a Paquita Gallego y La mujer del presidente.
En teatro ha participado en Los Demonios dirigida por Pawel Nowicki (2000), Como aprendí a manejar dirigida por Juan Ángel (2001), Hombres en escabeche dirigida por Manolo Orjuela y Fanny Mickey (2005) y Carta a una desconocida dirigida por Manolo Orjuela (2005-2006), entre otras. 
Cristina fue escogida para Lecciones para un beso, después de que el director insistiera que el papel lo había escrito para ella, porque no podía ver a ninguna otra actriz que calara mejor con el apodo ‘Siempre Hermosa’, que su personaje tiene en la película. 
Desde 2012 al 2014 participó en la serie El Capo segunda y tercera temporada interpretando a Bruna producción de Fox Telecolombia para RCN Televisión. 
En 2013 participó en Los graduados de RCN Televisión y en Cumbia Ninja interpretando a Coqui en Fox Latinoamérica. 
En 2015 participó en Sala de urgencias primera y segunda temporada en el personaje de Susana Londoño en el canal RCN Televisión. 
En 2016 y 2017 participó en la serie Narcos interpretando a Judy Moncada en Netflix. 
En 2018-2019 participó en la serie Distrito salvaje interpretando a Daniela León en Netflix.  
En 2020 participó en la serie La casa de las flores en Netflix.

## Filmografía

### Televisión
| Año       | Título                    | Personaje                        |
| --------- | ------------------------- | -------------------------------- |
| 1994-1995 | Oro                       | Nany                             |
| 1996      | Cartas a Harrison         | Marisela Mendoza                 |
| 1996-1997 | Mascarada                 | Rebeca Ruiz                      |
| 1997-1998 | La mujer del presidente   | Robin Mireya Galeano             |
| 1998-1999 | Yo amo a Paquita Gallego  | Paquita Gallego                  |
| 1998-1999 | Amores como el nuestro    | Luz Helena Salazar               |
| 2000-2001 | Traga maluca              | Paloma Sandoval                  |
| 2002      | Siete veces Amada         | Amada Farías                     |
| 2003-2004 | Punto de giro             | Bibiana de Bonilla               |
| 2004-2005 | Todos quieren con Marilyn | Lorenza Pachón                   |
| 2005-2006 | Vuelo 1503                | Emilia Fernández                 |
| 2007-2008 | Tiempo final              | Gabriela "Ep1: Mano a mano"      |
| 2007-2008 | Tiempo final              | Silvia "Ep23: El casting"        |
| 2007-2008 | Tiempo final              | Carolina "Ep26: Bomba tres"      |
| 2008      | Mujeres asesinas          | Irma "Ep: Irma, la de los peces" |
| 2008      | Sin retorno               | Eva Moreno "Ep1: Cruces"         |
| 2008-2009 | La dama de Troya          | Patricia Cruz                    |
| 2008-2010 | Capadocia                 | Consuelo Ospino "La colombiana"  |
| 2012      | ¿Dónde está Elisa?        | Adelaida Jiménez de León         |
| 2012-2013 | El capo 2                 | Bruna                            |
| 2013-2014 | Los Graduados             | Sandra Méndez                    |
| 2013-2015 | Cumbia Ninja              | Coqui (Esposa de León Carbajal)  |
| 2014      | El Capo 3                 | Bruna                            |
| 2015-2016 | Sala de urgencias         | Dr. Susana Londoño               |
| 2016-2017 | Narcos                    | Judy Moncada                     |
| 2018-2019 | Distrito salvaje          | Daniela León                     |
| 2019      | Jack Ryan                 | Gloria Bonalde                   |
| 2020      | La casa de las flores     | Kim                              |
| 2022      | Noticia de un secuestro   | Maruja Pachón de Villamizar      |
| 2024      | Primate                   | Lola                             |
| 2024      | Consuelo                  | Dolores                          |

## Reality
| Año  | Título                            | Rol          |
| ---- | --------------------------------- | ------------ |
| 2000 | Haz paz (violencia intrafamiliar) | Conductora   |
| 2012 | Colombia tiene talento            | Presentadora |

## Cine
| Año  | Título                                  | Personaje      |
| ---- | --------------------------------------- | -------------- |
| 1999 | Malamor                                 | Lisa           |
| 1999 | Mira quién te mira                      | Verónica       |
| 2001 | Bogotá 2016                             | Fedrica        |
| 2004 | El Rey                                  | Blanca Rey     |
| 2006 | Dios los junta y ellos se separan       | Adriana Vargas |
| 2011 | Lecciones para un beso                  | Antonia        |
| 2011 | La vida era en serio                    | Gabriela       |
| 2016 | Malcriados                              | Patricia       |
| 2017 | Virginia Casta                          | Eva            |
| 2024 | Los iniciados: el diario de las sombras | Eva            |

## Teatro
| Año       | Título                  | Nota          |
| --------- | ----------------------- | ------------- |
| 2005-2006 | Carta a una desconocida |               |
| 2005      | Hombres en escabeche    |               |
| 2001      | Como aprendí a manejar  |               |
| 2000      | Los demonios            | Pawel Nowicki |

## Premios y nominaciones

### Premios India Catalina
| Año  | Categoría                                      | Telenovela o Serie              | Resultado |
| ---- | ---------------------------------------------- | ------------------------------- | --------- |
| 2023 | Mejor Actriz Protagónica de Telenovela o Serie | Noticia de un secuestro         | Nominada  |
| 2019 | Mejor Actriz Protagónica de Telenovela o Serie | Distrito salvaje                | Nominada  |
| 2015 | Mejor Actriz Protagónica de Telenovela o Serie | El Capo 3                       | Nominada  |
| 2013 | Mejor Actriz Protagónica de Serie              | ¿Dónde está Elisa?              | Nominada  |
| 2007 | Mejor Actriz Protagónica de Serie              | Sin retorno (Capítulo "Cruces") | Nominada  |
| 2005 | Mejor Actriz de Reparto                        | Todos quieren con Marilyn       | Nominada  |
| 1998 | Mejor Actriz de Reparto                        | La mujer del presidente         | Ganadora  |

### Premios TVyNovelas
| Año  | Categoría                                 | Telenovela o Serie        | Resultado |
| ---- | ----------------------------------------- | ------------------------- | --------- |
| 2015 | Actriz Protagónica de Serie               | El Capo 3                 | Ganadora  |
| 2013 | Actriz Protagónica de Telenovela Favorita | ¿Dónde está Elisa?        | Nominada  |
| 2013 | Mejor Actriz Antagónica De Serie          | El Capo 2                 | Ganadora  |
| 2005 | Mejor Actriz Antagónica                   | Todos quieren con Marilyn | Ganadora  |
| 1999 | Mejor Actriz Protagónica de Novela        | Yo amo a Paquita Gallego  | Nominada  |
| 1998 | Mejor Actriz de Reparto                   | La mujer del presidente   | Ganadora  |

### Premios Macondo
| Año  | Categoría               | Película       | Resultado |
| ---- | ----------------------- | -------------- | --------- |
| 2018 | Mejor actriz de reparto | Virginia Casta | Nominada  |

### Premios Platino
| Año  | Categoría                                              | Serie                   | Resultado |
| ---- | ------------------------------------------------------ | ----------------------- | --------- |
| 2023 | Mejor Interpretación Femenina en Miniserie o Teleserie | Noticia de un secuestro | Nominada  |

### Otros premios obtenidos
- Premios Shock a Mejor Actriz Revelación: La mujer del presidente